# Liste von Handgranaten gemäß den Kennblättern fremden Geräts D 50/9

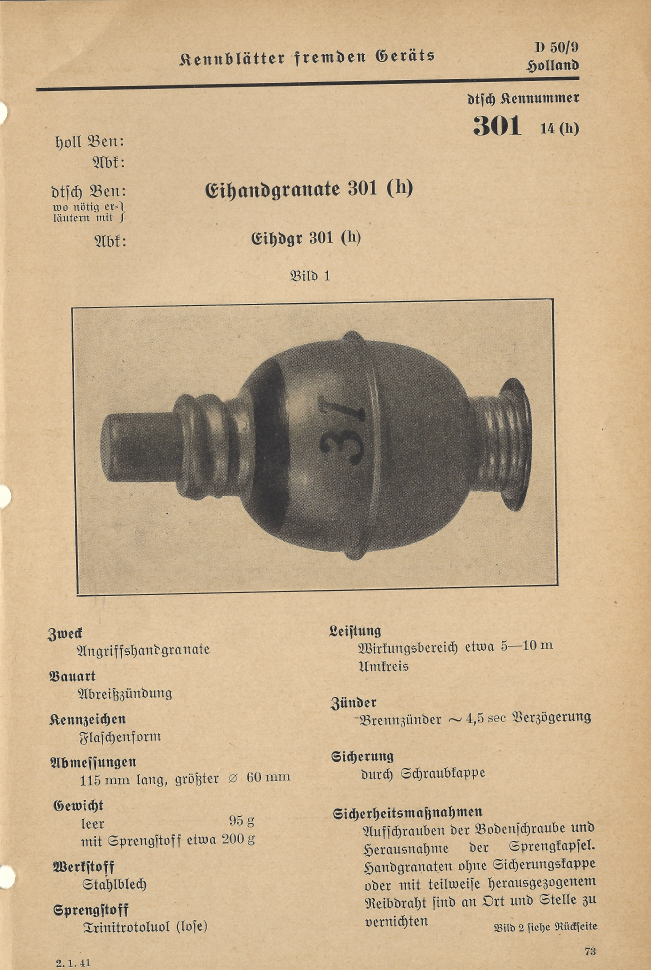
Kennblattbeispiel zu
D 50/9 Nr 301 14 (h)

In dieser Liste von Handgranaten gemäß den Kennblättern fremden Geräts D 50/9  werden Handgranaten aufgeführt, die vom Heereswaffenamt verzeichnet wurden.
Nachfolgend ein Überblick/Auszug zur offiziellen Dokumentation Kennblätter fremden Geräts D 50/9: Nahkampf-, Spreng- und Zündmittel, Brandmittel, MG-Geräte, Sperren.

## Hinweise zur Liste
Aufbau der Tabelle
Untenstehende Tabelle führt folgenden Spalteninhalte:
- dtsch. Kennnr. (deutsche Kenn-Nummer), dies entspricht dem Originalindex in den Kopfzeilen der Kennblätter mit Kennnummer, Stoffgebietenummer und Beutezeichen.
- Abk. dtsch. Ben. (Abkürzung deutsche Benennung), Originalbezeichnung entnommen aus der fünften Zeile der Kennblätter.
- Landesbez. nach HWA (Heereswaffenamt), Originalangaben entnommen aus der ersten Zeile der Kennblätter.
- Bild, eine Bildauswahl aus Wikipedia für dieses Objekt.
- Bemerkungen, hier werden Links zu bereits existierenden Wikipedia-Artikeln eingetragen.

 Info: Die in der Tabelle angegebenen Originaleinträge sollen nicht geändert werden, weil diese den Angaben aus den Kennblättern entsprechen. Nach neuerem Forschungsstand sind teilweise Errata in den Kennblättern erkannt worden. Diese werden unten im Abschnitt Anmerkungen jeweils zur Kenn-Nummer erläutert. Die Wikilinks in den runden Klammern sollten das Lemma der entsprechenden Artikel in Wikipedia enthalten.

## Tabellarische Übersicht
| dtsch. Kennr.    | Abk. dtsch. Ben.          | Landesbez.nach HWA (Wikipedia-Artikel)                                 | Bild                                   | Bemerkungen                                               |
| ---------------- | ------------------------- | ---------------------------------------------------------------------- | -------------------------------------- | --------------------------------------------------------- |
| 301 14 (h)       | Eihdgr. 301 (h)           | in D 50/9 keine Angaben                                                |                                        | Angriffshandgranate                                       |
| 302 14 (b)       | Eihdgr. 302 (b)           | Grenade à main offensive „O. F.“                                       |                                        | Angriffshandgranate, entspricht der Eihdgr. 302 (f)       |
| 302 14 (f)       | Eihdgr. 302 (f)           | Grenade à main offensive „O. F.“                                       |                                        | Angriffshandgranate                                       |
| 303 14 (j)       | Eihdgr. 303 (j)           | in D 50/9 keine Angaben (Model 1935, Kragujewatz (Handgranate))        |                                        | Angriffshandgranate                                       |
| 304 14 (j)       | Eihdgr. 304 (j)           | in D 50/9 keine Angaben (Model 1938, Djuritsch (Handgranate))          |                                        | Angriffshandgranate                                       |
| 306 14 (a)       | Eihdgr. 306 (a)           | in D 50/9 keine Angaben (Mk 2 (Handgranate))                           |                                        | Abwehrhandgranate                                         |
| 307 14 (r)       | Eihdgr. 307 (r) (beh.)    | in D 50/9 keine Angaben                                                |                                        | Abwehrhandgranate                                         |
| 308 14 (r)       | Eihdgr. 308 (r)           | in D 50/9 keine Angaben                                                |                                        | Angriffs- und Abwehrhandgranate                           |
| 309 14 (j)       | Eihdgr. 309 (j)           | in D 50/9 keine Angaben (Model 1917 (Handgranate))                     |                                        | Abwehrhandgranate, Nachbau der deutschen Eihandgranate 17 |
| 310 14 (r)       | Eihdgr. 310 (r)           | Rutschnaja granata, marki F 1 (F-1 (Handgranate))                      |                                        | Abwehrhandgranate                                         |
| 311 14 (e)       | Eihdgr. 311 (e)           | Mills Granade No. 36 (Mills-Granate)                                   |                                        | Abwehrhandgranate                                         |
| 311 14 (g)       | Eihdgr. 311 (g)           | in D 50/9 keine Angaben (Mills-Granate)                                |                                        | Abwehrhandgranate, entspricht der Eihdgr. 311 (e)         |
| 311 14 (j)       | Eihdgr. 311 (j)           | in D 50/9 keine Angaben (Mills-Granate)                                |                                        | Abwehrhandgranate, entspricht der Eihdgr. 311 (e)         |
| 312 14 (h)       | Eihdgr. 312 (h)           | in D 50/9 keine Angaben (Mills-Granate)                                |                                        | Verteidigungshandgranate                                  |
| 313 14 (f)       | Eihdgr. 313 (f)           | Grenade à main defensive „F. 1“ (F-1 (Handgranate))                    |                                        | Abwehrhandgranate                                         |
| 314 14 (b)       | Eihdgr. 314 (b)           | Grenade à main „D“ Mle 1937                                            |                                        | Verteidigungshandgranate, entspricht der Eihdgr. 314 (f)  |
| 314 14 (f)       | Eihdgr. 314 (f)           | Grenade à main „D“ Mle 1937                                            |                                        | Verteidigungshandgranate                                  |
| 315 14 (j)       | Eihdgr. 315 (j)           | in D 50/9 keine Angaben (Model 1917 (Handgranate))                     |                                        | Abwehrhandgranate                                         |
| 316 14 (j)       | Eihdgr. 316 (j)           | in D 50/9 keine Angaben (Model 1935, Kragujewatz (Handgranate))        |                                        | Abwehrhandgranate                                         |
| 317 14 (b)       | Tränengas-Eihdgr. 317 (b) | in D 50/9 keine Angaben                                                | Bilderwunsch                           |                                                           |
| 319 14 (f)       | Siehe Nummer 701 15 (f)   |                                                                        |                                        |                                                           |
| 320 14 (j)       | Eihdgr. 320 (j)           | in D 50/9 keine Angaben (Model 1938, Kragujewatz-Vistad (Handgranate)) |                                        | Abwehrhandgranate                                         |
| 321 14 (j)       | Eihdgr. 321 (j)           | in D 50/9 keine Angaben                                                |                                        | Abwehrhandgranate                                         |
| 322 14 (j)       | Handbombe 322 (j)         | in D 50/9 keine Angaben                                                |                                        | Abwehrhandgranate                                         |
| 323 14 (g)       | Eihdgr. 323 (g)           | in D 50/9 keine Angaben (wz. 33 (Handgranate))                         |                                        | Verteidigungshandgranate, entspricht der Eihdgr. 325 (p)  |
| 324 14 (e)       | Eihdgr. 324 (e)           | Bakelite Hand Grenade No. 69 Mk I (No. 69 (Handgranate))               |                                        | Angriffshandgranate                                       |
| 325 14 (p)       | Eihdgr. 325 (p)           | in D 50/9 keine Angaben (wz. 33 (Handgranate))                         |                                        | Abwehrhandgranate                                         |
| 326 14 (p)       | Eihdgr. 326 (p)           | in D 50/9 keine Angaben (wz. 24 (Handgranate))                         |                                        | Abwehrhandgranate                                         |
| 327 14 (i)       | Hdgr. 327 (i)             | Bomba a Mano O.T.O. Mod 35 (OTO Mod. 35 (Handgranate))                 |                                        | Angriffs- und Abwehrhandgranate                           |
| 327/02 14 (i) U  | Hdgr. 327 (i)             | Bomba a Mano O.T.O. Mod 35 (OTO Mod. 35 (Handgranate))                 | Unterrichtshandgranate                 |                                                           |
| 327/91 14 (i) Üb | Hdgr. 327 (i)             | Bomba a Mano O.T.O. Mod 35 (OTO Mod. 35 (Handgranate))                 | Übungshandgranate mit Rauchkörper      |                                                           |
| 327/92 14 (i) Üb | Hdgr. 327 (i)             | Bomba a Mano O.T.O. Mod 35 (OTO Mod. 35 (Handgranate))                 | Übungshandgranate nur mit Sprengkörper |                                                           |
| 328 14 (i)       | Hdgr. 328 (i)             | Bomba a Mano S.R.C.M. Mod 35 (SRCM Mod. 35 (Handgranate))              |                                        | Angriffs- und Abwehrhandgranate                           |
| 328/02 14 (i) U  | Hdgr. 328 (i)             | Bomba a Mano S.R.C.M. Mod 35 (SRCM Mod. 35 (Handgranate))              | Unterrichtshandgranate                 |                                                           |
| 328/91 14 (i) Üb | Hdgr. 328 (i)             | Bomba a Mano S.R.C.M. Mod 35 (SRCM Mod. 35 (Handgranate))              | Übungshandgranate mit Rauchkörper      |                                                           |
| 328/92 14 (i) Üb | Hdgr. 328 (i)             | Bomba a Mano S.R.C.M. Mod 35 (SRCM Mod. 35 (Handgranate))              | Übungshandgranate nur mit Sprengkörper |                                                           |
| 329 14 (i)       | Hdgr. 329 (i)             | Bomba a Mano „Breda“ Mod 35 (Breda Mod. 35 (Handgranate))              |                                        | Angriffs- und Abwehrhandgranate                           |
| 328/02 14 (i) U  | Hdgr. 329 (i)             | Bomba a Mano „Breda“ Mod 35 (Breda Mod. 35 (Handgranate))              | Unterrichtshandgranate                 |                                                           |
| 328/91 14 (i) Üb | Hdgr. 329 (i)             | Bomba a Mano „Breda“ Mod 35 (Breda Mod. 35 (Handgranate))              | Übungshandgranate mit Rauchkörper      |                                                           |
| 328/92 14 (i) Üb | Hdgr. 329 (i)             | Bomba a Mano „Breda“ Mod 35 (Breda Mod. 35 (Handgranate))              | Übungshandgranate nur mit Sprengkörper |                                                           |
| 330 14 (b)       | Hdgr. 330 (b)             | in D 50/9 keine Angaben                                                |                                        | Angriffshandgranate                                       |
| 331 14 (b)       | Hdgr. 331 (b)             | in D 50/9 keine Angaben                                                |                                        | Angriffshandgranate                                       |
| 332 14 (b)       | Hdgr. 332 (b)             | Grenade Lafitte (Lafitte (Handgranate))                                |                                        | Angriffshandgranate                                       |
| 333 14 (n)       | Hdgr. 333 (n)             | in D 50/9 keine Angaben                                                |                                        | Angriffshandgranate, ähnlich Lafitte                      |
| 335 14 (e)       | Hdgr. 335 (e)             | S. T. Hand Grenade (Sticky) (Sticky Bomb)                              |                                        | Angriffshandgranate, ähnlich Lafitte                      |
| 336 14 (r)       | Hdgr. 336 (r)             | Rutschnaja granata, obr 1914/30 (Granate Modell 1914)                  |                                        | Angriffs- oder Verteidigungshandgranate                   |
| 337 14 (r)       | Stielhdgr. 337 (r)        | Rutschnaja granata „RGD“ 33 (RGD-33)                                   |                                        | Angriffs- oder Verteidigungshandgranate                   |
| 338 14 (r)       | Hdgr. 338 (r)             | in D 50/9 keine Angaben (RPG-41)                                       |                                        | Handgranate zur Panzerbekämpfung                          |
| 339 14 (r)       | Hdgr. 339 (r)             | in D 50/9 keine Angaben (RG-42)                                        |                                        | Angriffs- und Verteidigungshandgranate                    |
| 340 14 (e)       | Hdgr. 340 (e)             | A. T. Grenade No. 73 Mk 1 (No. 73 (Handgranate))                       |                                        | Panzerabwehr- Handgranate                                 |
| 341 14 (r)       | Hdgr. 341 (r)             | in D 50/9 keine Angaben                                                |                                        | Angriffshandgranate                                       |
| 342 14 (d)       | Hdgr. 342 (d)             | in D 50/9 keine Angaben (Haandbombe Model 1923 (Handgranate)           |                                        | Angriffshandgranate                                       |
| 343 14 (d)       | Hdgr. 343 (d)             | in D 50/9 keine Angaben (Haandbombe Model 1923 (Handgranate)           |                                        | Abwehrhandgranate                                         |
| 350 14 (b)       | Gashdgr. 350 (b)          | in D 50/9 keine Angaben                                                |                                        | Gashandgranate                                            |
| 360 14 (h)       | Nb. Hdgr. 360 (h)         | in D 50/9 keine Angaben                                                |                                        | Nebelhandgranate                                          |
| 360 14 (h)       | Nb. Hdgr. 360 (h)         | in D 50/9 keine Angaben                                                | Bilderwunsch                           | Nebelhandgranate                                          |
| 371 14 (f)       | siehe Nummer 751 15 (f)   |                                                                        |                                        |                                                           |
| 372 14 (f)       | siehe Nummer 752 15 (f)   |                                                                        |                                        |                                                           |
| 701 15 (f)       | Br. Eihdgr. 701 (f)       | Grenade amorcée incendaire fumigène                                    |                                        | Brandhandgrante, früher mit Nummer 319 14 (f)             |
| 751 15 (f)       | Br. Hdgr. 751 (f)         | Grenade Lafitte                                                        |                                        | Brandhandgrante, früher mit Nummer 371 14 (f)             |
| 752 15 (f)       | Br. Hdgr. 752 (f)         | Grenade INC À MAIN, M/1916                                             |                                        | Brandhandgrante, früher mit Nummer 372 14 (f)             |
| 753 15 (e)       | Br. Hdgr. 753 (e)         | in D 50/9 keine Angaben                                                |                                        | Brandhandgrante                                           |

## Übersicht von Kennblattbeispielen
Nachfolgend eine Übersicht einzelner Kennblätter zu Positionen aus obiger Liste:

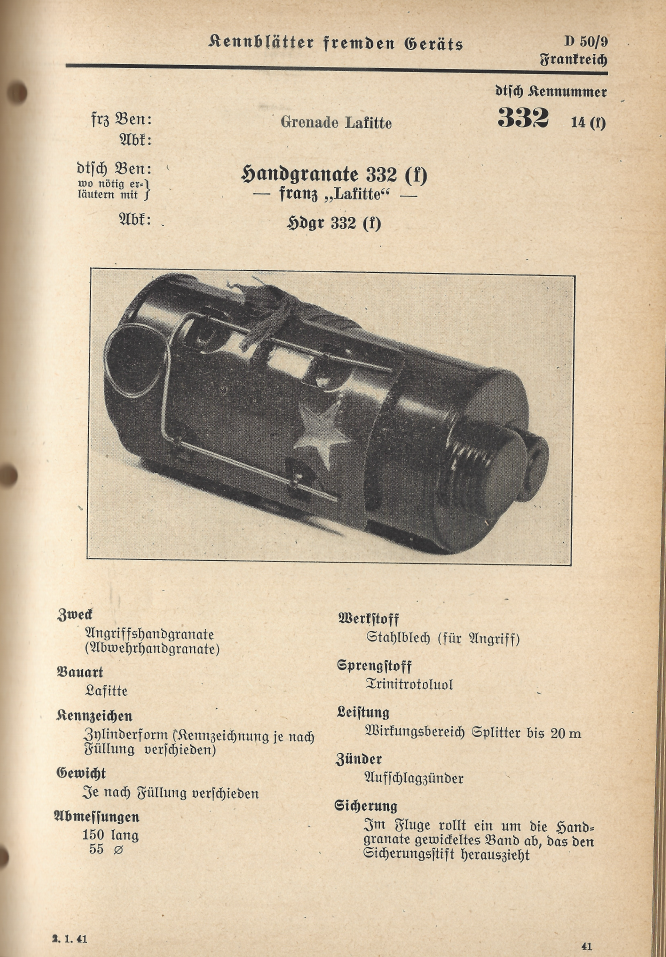
D 50/9 Nr. 332 14 (f)
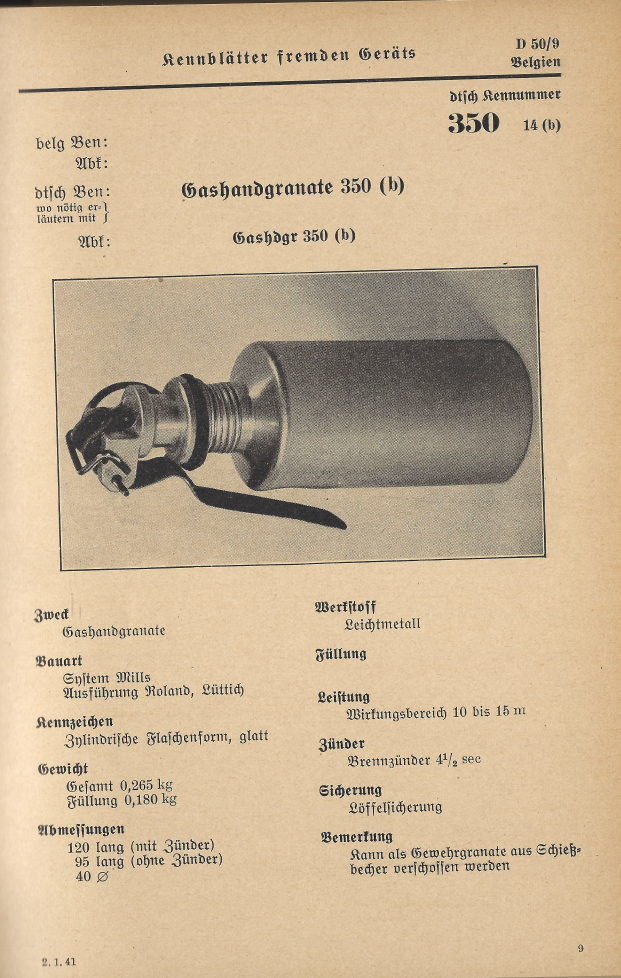
D 50/9 Nr. 350 14 (b)
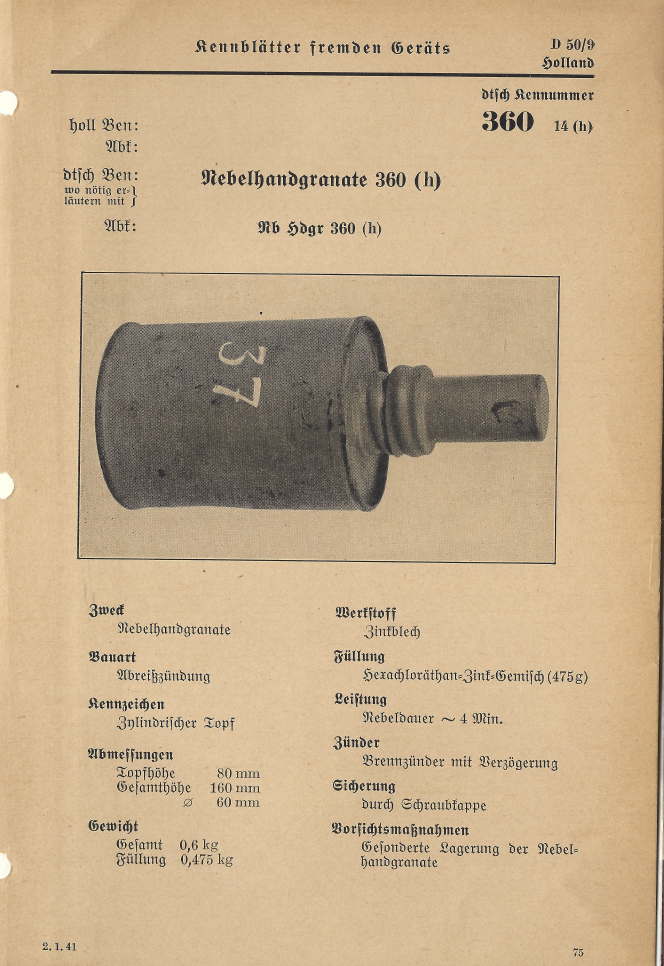
D 50/9 Nr. 360 14 (h)
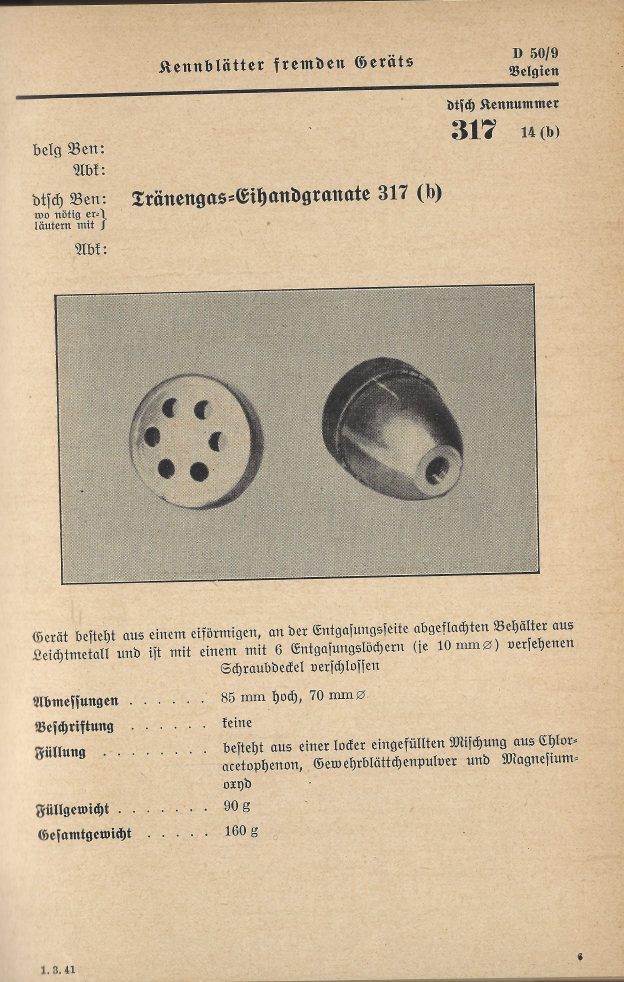
D 50/9 Nr. 371 14 (b)
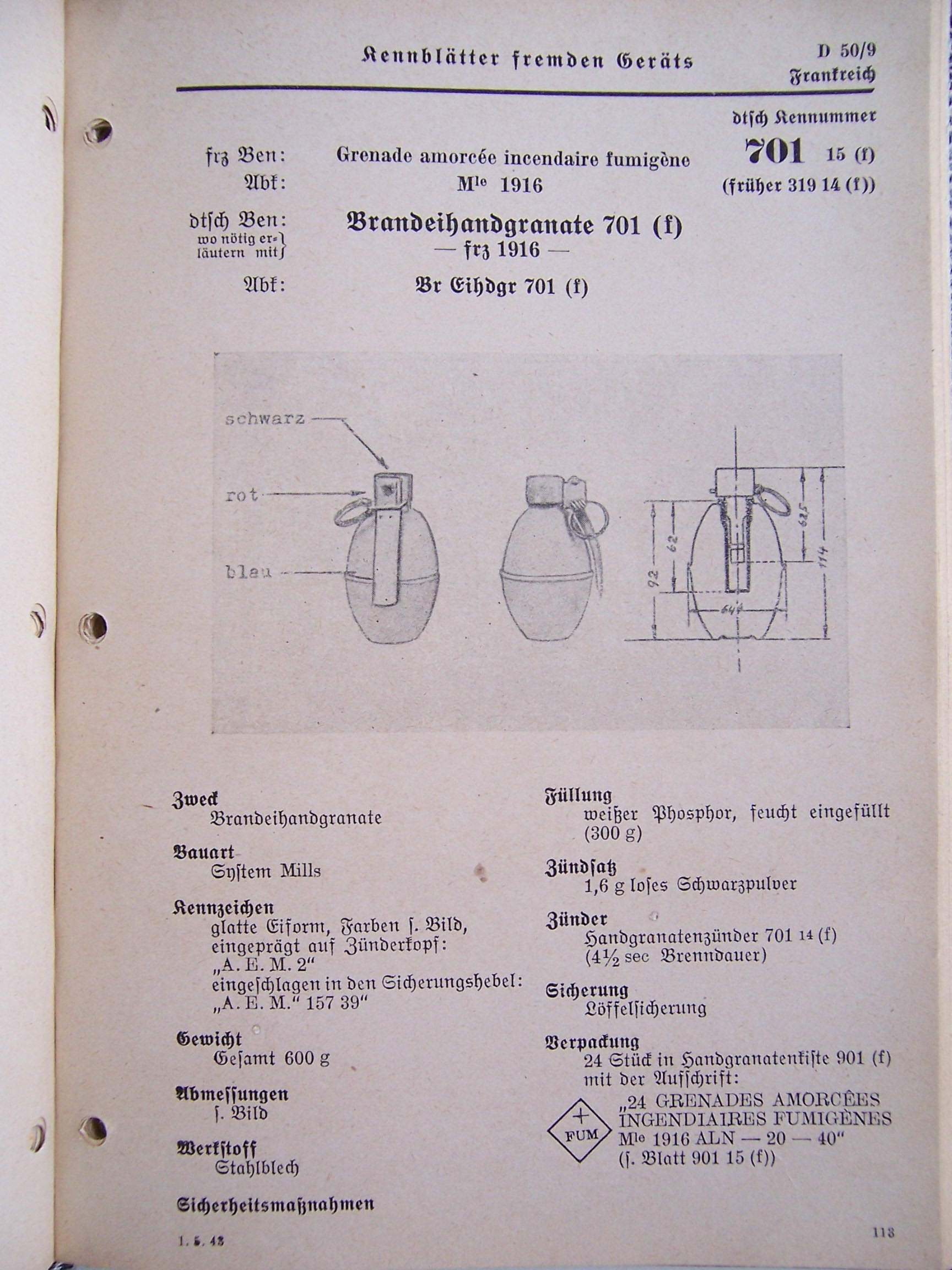
D 50/9 Nr. 701 15 (b)
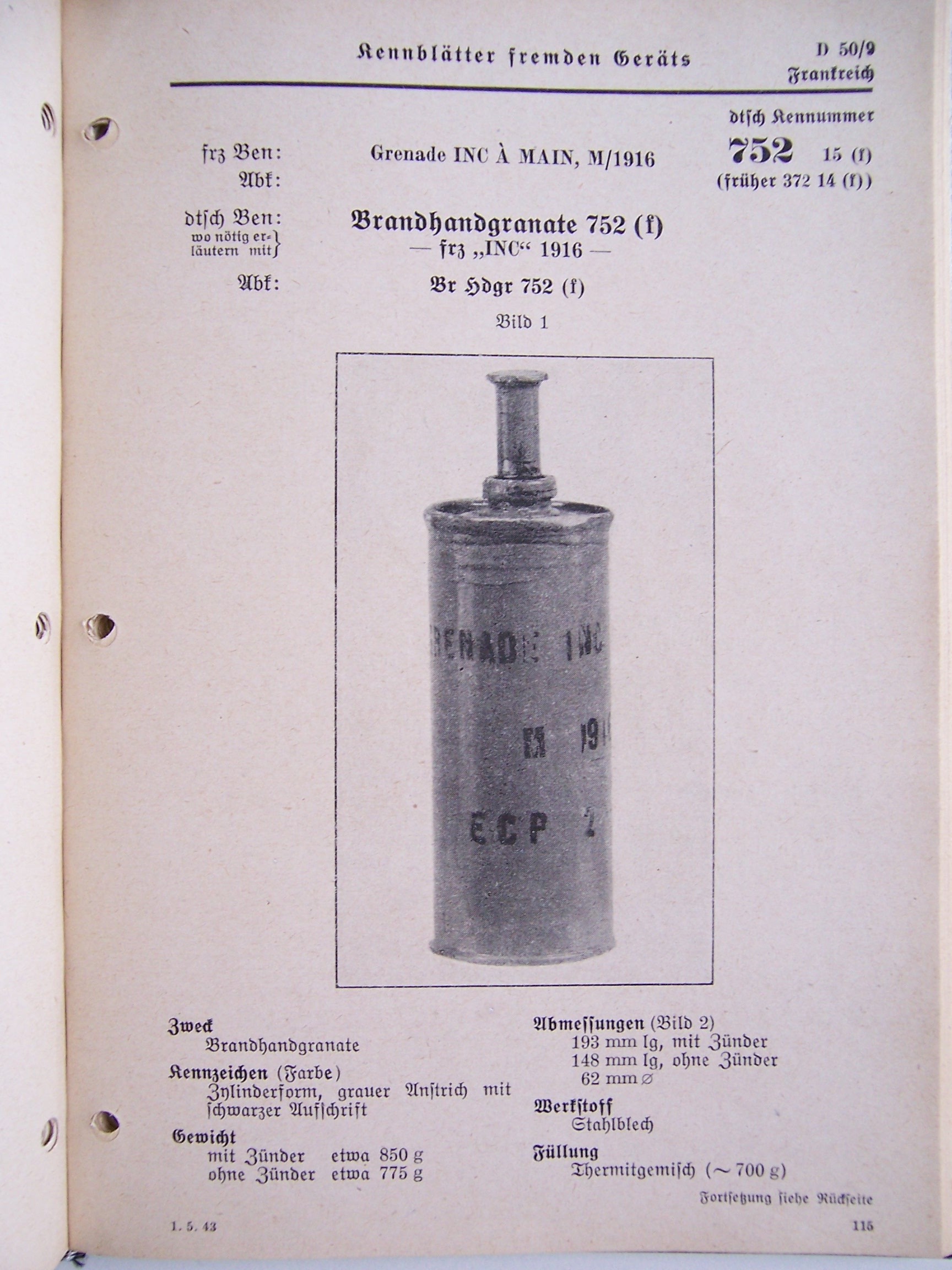
D 50/9 Nr. 752 15 (f)